# Goschen Island
Goschen Island är en ö i Kanada.   Den ligger i North Coast Regional District och provinsen British Columbia, i den sydvästra delen av landet, 4 000 km väster om huvudstaden Ottawa. Arean är 36 kvadratkilometer.
Terrängen på Goschen Island är lite kuperad. Öns högsta punkt är 340 meter över havet. Den sträcker sig 6,9 kilometer i nord-sydlig riktning, och 9,3 kilometer i öst-västlig riktning.